# Antarchaea haemaceps
Antarchaea haemaceps là một loài bướm đêm trong họ Noctuidae.